# 黃壽齡
黃壽齡（?—?），字挺山，號筠莊。江西新城縣人，清朝官員。進士出身。

## 生平
黃壽齡為乾隆元年（1736年）進士黃文則之孫。乾隆三十六年（1771年）考中辛卯科舉人，三十七年（1772年）聯捷壬辰科二甲進士。選翰林院庶吉士，參纂《四庫全書》。
乾隆三十九年（1774年），黃壽齡將六冊《永樂大典》私自帶出，準備回家校閱，不料在途中被竊，結果被治罪，罰俸三年。散館後，被授職編修。官至國子監司業。乾隆五十三年（1788年）因被參劾“考到時非錢不取”，被革職查辦。
兄黃嵩齡，乾隆四十年（1775年）進士，官浙江平湖縣知縣。